# Arhopala yajuna
Arhopala yajuna är en fjärilsart som beskrevs av Corbet 1941. Arhopala yajuna ingår i släktet Arhopala och familjen juvelvingar. Inga underarter finns listade i Catalogue of Life.